# 兄弟刑事
『兄弟刑事』（きょうだいけいじ）は、1977年12月5日から1978年3月27日まで毎週月曜日20:00 - 20:54の時間帯にフジテレビ系列で放送されたテレビドラマ。全15話。

## ストーリー
葉山隆一と健二は、共に警視庁八名川署刑事課に勤務する仲のよい兄弟である。彼らには妹と母があり、警官だった父は数年前に殉職している。ところが、実は彼らにはもう一人の家族がいた。それは、母・志津江がかつて産んだ最初の息子・明石鉄兵である。鉄兵は、志津江の最初の夫であり警官でもあった明石が戦死した直後に産んだ息子で、今は警視庁捜査一課の敏腕刑事である。しかし鉄兵は、父の死後に母が葉山家に嫁いでいったことで自分を捨てたと思い込んでおり、決して志津江を「お母さん」と呼ぶことはない。そんな異父兄・鉄兵に、隆一や健二は反発する。事件捜査の中で交錯するそれぞれの想い。鉄兵と志津江、そして隆一・健二は確執を越えて、母子・兄弟として和解する日が来るのだろうか。

## 出演
- 葉山健二：篠田三郎
- 葉山隆一：岡本富士太
- 葉山都史子：五十嵐めぐみ
- 橘佳代子：坂口良子
- 石本刑事：古沢カズオ
- 長嶋係長：夏八木勲
- 室田課長：藤岡琢也
- 葉山志津江：奈良岡朋子
- 明石鉄兵：黒沢年男

## スタッフ
- 脚本：サブタイトルリスト参照。
- 監督：サブタイトルリスト参照。
- 音楽：服部克久[1]
- 制作：東宝株式会社／フジテレビ

## サブタイトル
| 回数 | 放送日        | サブタイトル   | 脚本       | 監督       | ゲスト               |
| ---- | ------------- | -------------- | ---------- | ---------- | -------------------- |
| 1    | 1977年12月5日 | おふくろ       | 安倍徹郎   | 児玉進     | 片桐竜次             |
| 2    | 12月12日      | 殉職           | 安倍徹郎   | 児玉進     |                      |
| 3    | 12月26日      | 殴る           | 安倍徹郎   | 児玉進     | 南条弘二、下元勉     |
| 4    | 1978年1月9日  | ある蒸発者の妻 | 保利吉紀   | 長谷部安春 | 音無美紀子           |
| 5    | 1月16日       | 子連れ泥棒     | 下飯坂菊馬 | 児玉進     | 草野大悟             |
| 6    | 1月23日       | 純愛           | 佐藤繁子   | 児玉進     | 峰岸徹               |
| 7    | 1月30日       | きずな         | 佐藤繁子   | 日高武治   | 名高達郎             |
| 8    | 2月6日        | 母ふたり       | 安倍徹郎   | 児玉進     |                      |
| 9    | 2月13日       | 罠             | 保利吉紀   | 児玉進     | 高橋長英、矢野間啓二 |
| 10   | 2月20日       | 破綻           | 野波静雄   | 日高武治   | 江夏夕子             |
| 11   | 2月27日       | 伝言板の娘     | 鴨井達比古 | 児玉進     | 岡江久美子           |
| 12   | 3月6日        | ふれあい       | 佐藤繁子   | 日高武治   | 赤塚真人             |
| 13   | 3月13日       | 偽りの証言     | 下飯坂菊馬 | 長谷部安春 | 渡辺美佐子、武岡淳一 |
| 14   | 3月20日       | 兄妹・その愛   | 保利吉紀   | 児玉進     |                      |
| 15   | 3月27日       | 母子草         | 安倍徹郎   | 児玉進     | 根岸明美、頭師佳孝   |

## 脚註
1. ↑  「ザ・ベストテン」OP曲と「兄弟刑事」OP曲は、服部によるアレンジ違いである。

## 前後番組
| フジテレビ系 月曜20時台 | フジテレビ系 月曜20時台 | フジテレビ系 月曜20時台 |
| 前番組                  | 番組名                  | 次番組                  |
| ----------------------- | ----------------------- | ----------------------- |
| 華麗なる刑事            | 兄弟刑事                | アメリカ大リーグアワー  |